# Hexalectris revoluta
Hexalectris revoluta är en orkidéart som beskrevs av Donovan Stewart Correll. Hexalectris revoluta ingår i släktet Hexalectris och familjen orkidéer. Inga underarter finns listade i Catalogue of Life.